# Pedro Arroyo
Pedro Arroyo (Mayagüez, 7 de noviembre de 1957) es un cantante puertorriqueño, de género salsa. Inició su carrera en 1981, donde formó su propia orquesta llamada "La Nueva". También formó parte de la Orquesta Guayacán.

## Carrera
A sus seis años, empezaba a escuchar canciones por la radio e interpretarlas. A los ocho años comenzó a tomar clases de guitarra en el Colegio Sagrado Corazón de Guaynabo, donde cursaba sus estudios de educación primaria. A los tres meses de haber iniciado dichos estudios Pedro ya estaba acompañándose con dicho instrumento en la interpretación de sus canciones.
Formó parte de la Tuna Estudiantil del colegio, que estaba dirigida por la Sra. Ana María del Valle, actuando como solista o formando parte del coro de la misma. 
En 1975 empezó sus incursiones con la música salsa y el jazz latino. En dichas actividades organizó y dirigió a dos conjuntos llamados "Taller Musical Guakia" y el "Grupo Tanama". En el año 1976, actuó en las obras "Mariana o el alba", "La casa de Bernarda Alba" y "La Pasión".
En 1977, cuando todavía cursaba sus estudios universitarios, participó en el "Tercer Festival de la Voz", del Colegio Ragional de Bayamón, consiguiendo el primer lugar mediante su interpretación de "Vivir", grabado anteriormente por el fallecido cantante español Nino Bravo.
En 1981, decidió formar su orquesta llamada "La Nueva". Y grabaron los temas "Embrujado con Puerto Rico" y "Lo que me gusta". Ese mismo año participó en la telenovela "Rojo Verano" transmitida por canal 2.
En 1984 participó en un proyecto conjunto de Venezuela y Puerto Rico llamado "La Máquina de los 80", donde estuvo con "Tito Gómez", "Ray Barreto y su Orquesta" y "Junior González" (Orquesta Harlow).

## Premios y nominaciones
En 1983 fue nominado al Premio Diplo como "Orquesta del Año".
En 1991 fue nominado y premiado como "Compositor del Año" en los Premios Paoli de San Juan de Puerto Rico.

## Discografía
- Alimentarme
- Ámame
- Atrapado en dos Amores
- Bésame, abrázame
- Bienvenida a la vida
- Cambiare por ti
- Cuando esté contigo
- Cuando Hablan las Miradas
- Cuando quieras donde quieras
- Descártame
- Doble o nada
- El deber
- He decidido olvidarte
- Hoy me dices que te vas
- La alcoba
- Llover sobre mojado
- Me he enamorado de ti
- No es porque te quiero
- No quiero más vivir
- Nuestro gran secreto
- Pasión
- Piel sobre piel
- Por que te amo
- Queriendo
- Quisiera Contarle
- Solos en el cuarto
- Te dejo libre
- Todo Me Huele A Ti
- Tristeza en el barrio
- Tu ausencia
- Una Noche de Tu Sol
- Yo fui el segundo
- Alcoba
- Y qué